# La Chapelle-aux-Saints
Pour les articles homonymes, voir La Chapelle.
La Chapelle-aux-Saints est une commune française située dans le département de la Corrèze, en région Nouvelle-Aquitaine. Ses habitants sont appelés les Capeloux. La notoriété de ce petit village est en grande partie liée à la découverte en 1908 de la sépulture d'un homme de Néandertal, l'Homme de La Chapelle-aux-Saints.

## Géographie

### Localisation
La Chapelle-aux-Saints est située dans le sud du département de la Corrèze, limitrophe de celui du Lot. La commune est à une trentaine de kilomètres au sud de Tulle et à une trentaine de kilomètres au sud-est de Brive-la-Gaillarde, proche de Collonges-la-Rouge. 
Le territoire de la commune est limitrophe de ceux de six communes, dont trois dans le département du Lot :
|                                 | Branceilles            | Curemonte |
| Saint-Michel-de-Bannières (Lot) | La Chapelle-aux-Saints | Végennes  |
| Vayrac (Lot)                    | Bétaille (Lot)         |           |

### Géologie et relief
La superficie de la commune est de 4,72 km2 ; son altitude varie entre 120 et 191 mètres.
Plusieurs types de sols sont présents sur la commune, principalement argileux et calcaire:
- Sols peu profonds, argileux avec cailloux calcaires et contact lithique, issus d’argiles de décarbonatation des calcaires durs, en position de croupes et haut de versants (rendosols).
- Sols limono-argileux à éclats calcaires, en contrebas de la faille de Meyssac, issus de calcaires marneux et de marnes (calcosols).
- Sols profonds, argilo-limoneux et argileux, sur argiles de décarbonatation et sur colluvium de marnes calcaires, sur lesquels se développe la noyeraie (calcisols)
- Sols profonds sur replats et versants peu pentus, limono-argileux à limono-sableux, à hydromorphie temporaire, sur alluvions anciennes limoneuses tertiaires (brunisols).
- Sols sur alluvions récentes quaternaires, à engorgement profond ou généralisé, des bourrelets des vallées principales et des vallées secondaires (réductisols).

### Hydrographie
Le principal cours d'eau est la Sourdoire.

### Climat
Pour des articles plus généraux, voir Climat de la Nouvelle-Aquitaine et Climat de la Corrèze.
Historiquement, la commune est exposée à un climat montagnard. En 2020, Météo-France publie une typologie des climats de la France métropolitaine dans laquelle la commune est dans une zone de transition entre le climat océanique altéré et le climat de montagne et est dans la région climatique Ouest et nord-ouest du Massif Central, caractérisée par une pluviométrie annuelle de 900 à 1 500 mm, maximale en automne et en hiver.
Pour la période 1971-2000, la température annuelle moyenne est de 12,5 °C, avec une amplitude thermique annuelle de 15,9 °C. Le cumul annuel moyen de précipitations est de 859 mm, avec 11,9 jours de précipitations en janvier et 6,9 jours en juillet. Pour la période 1991-2020, la température moyenne annuelle observée sur la station météorologique la plus proche, située sur la commune de Nespouls à 19 km à vol d'oiseau, est de 12,6 °C et le cumul annuel moyen de précipitations est de 836,4 mm,. Pour l'avenir, les paramètres climatiques de la commune estimés pour 2050 selon différents scénarios d’émission de gaz à effet de serre sont consultables sur un site dédié publié par Météo-France en novembre 2022.

## Urbanisme

### Typologie
Au 1er janvier 2024, La Chapelle-aux-Saints est catégorisée commune rurale à habitat dispersé, selon la nouvelle grille communale de densité à 7 niveaux définie par l'Insee en 2022.
Elle appartient à l'unité urbaine de Vayrac, une agglomération inter-régionale dont elle est une commune de la banlieue,. La commune est en outre hors attraction des villes,.

### Occupation des sols
L'occupation des sols de la commune, telle qu'elle ressort de la base de données européenne d’occupation biophysique des sols Corine Land Cover (CLC), est marquée par l'importance des territoires agricoles (98,1 % en 2018), une proportion identique à celle de 1990 (98,1 %). La répartition détaillée en 2018 est la suivante : zones agricoles hétérogènes (97,1 %), forêts (1,9 %), prairies (1 %).
L'évolution de l’occupation des sols de la commune et de ses infrastructures peut être observée sur les différentes représentations cartographiques du territoire : la carte de Cassini (XVIIIe siècle), la carte d'état-major (1820-1866) et les cartes ou photos aériennes de l'IGN pour la période actuelle (1950 à aujourd'hui).

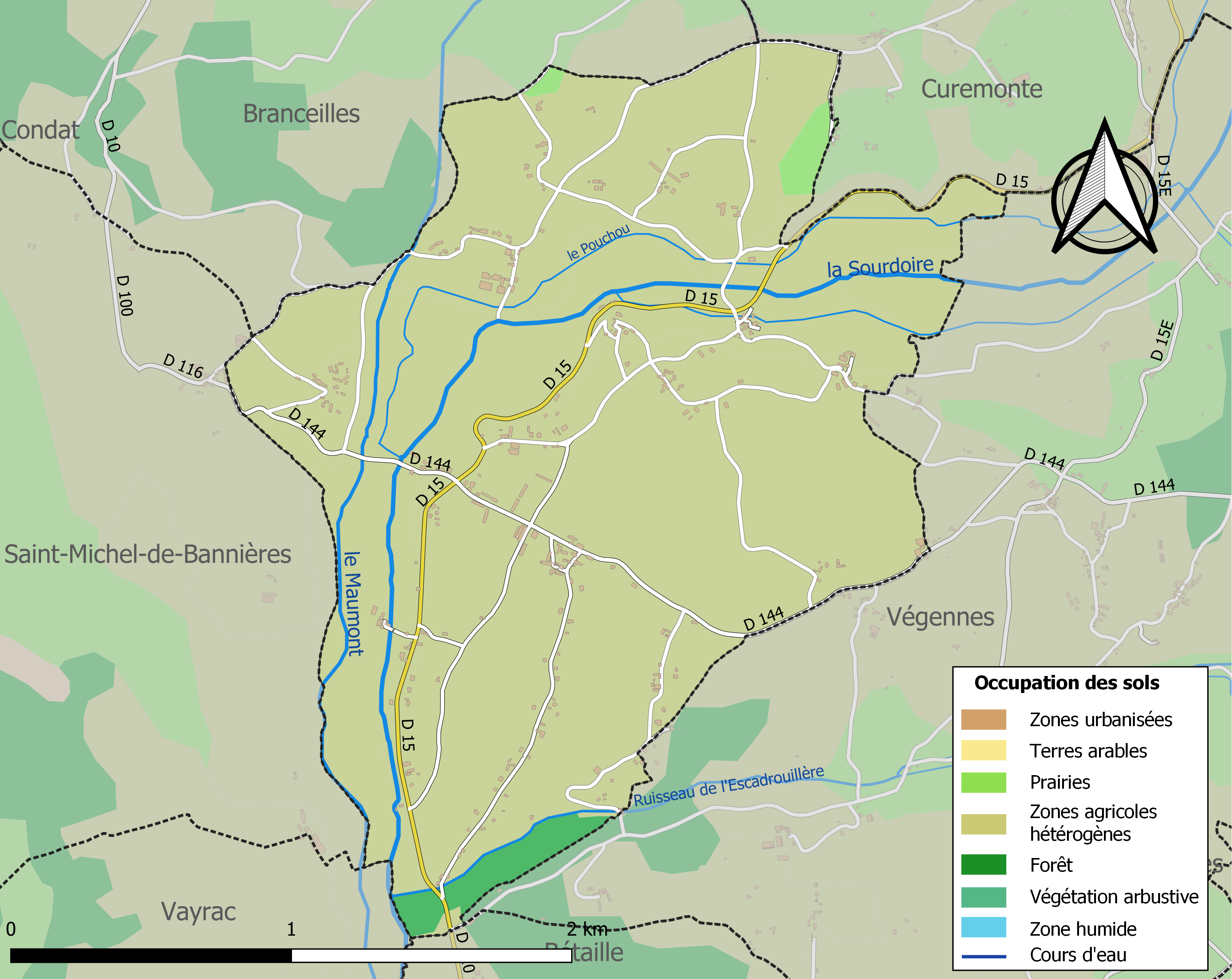
Carte des infrastructures et de l'occupation des sols de la commune en 2018 (CLC).

### Risques majeurs
Le territoire de la commune de La Chapelle-aux-Saints est vulnérable à différents aléas naturels : météorologiques (tempête, orage, neige, grand froid, canicule ou sécheresse), inondations, feux de forêts, mouvements de terrains et séisme (sismicité très faible). Il est également exposé à un risque technologique, la rupture d'un barrage. Un site publié par le BRGM permet d'évaluer simplement et rapidement les risques d'un bien localisé soit par son adresse soit par le numéro de sa parcelle.

#### Risques naturels
Certaines parties du territoire communal sont susceptibles d’être affectées par le risque d’inondation par débordement de cours d'eau, notamment la Sourdoire et le Maumont. La commune a été reconnue en état de catastrophe naturelle au titre des dommages causés par les inondations et coulées de boue survenues en 1982, 1992, 1999, 2001 et 2010,. 

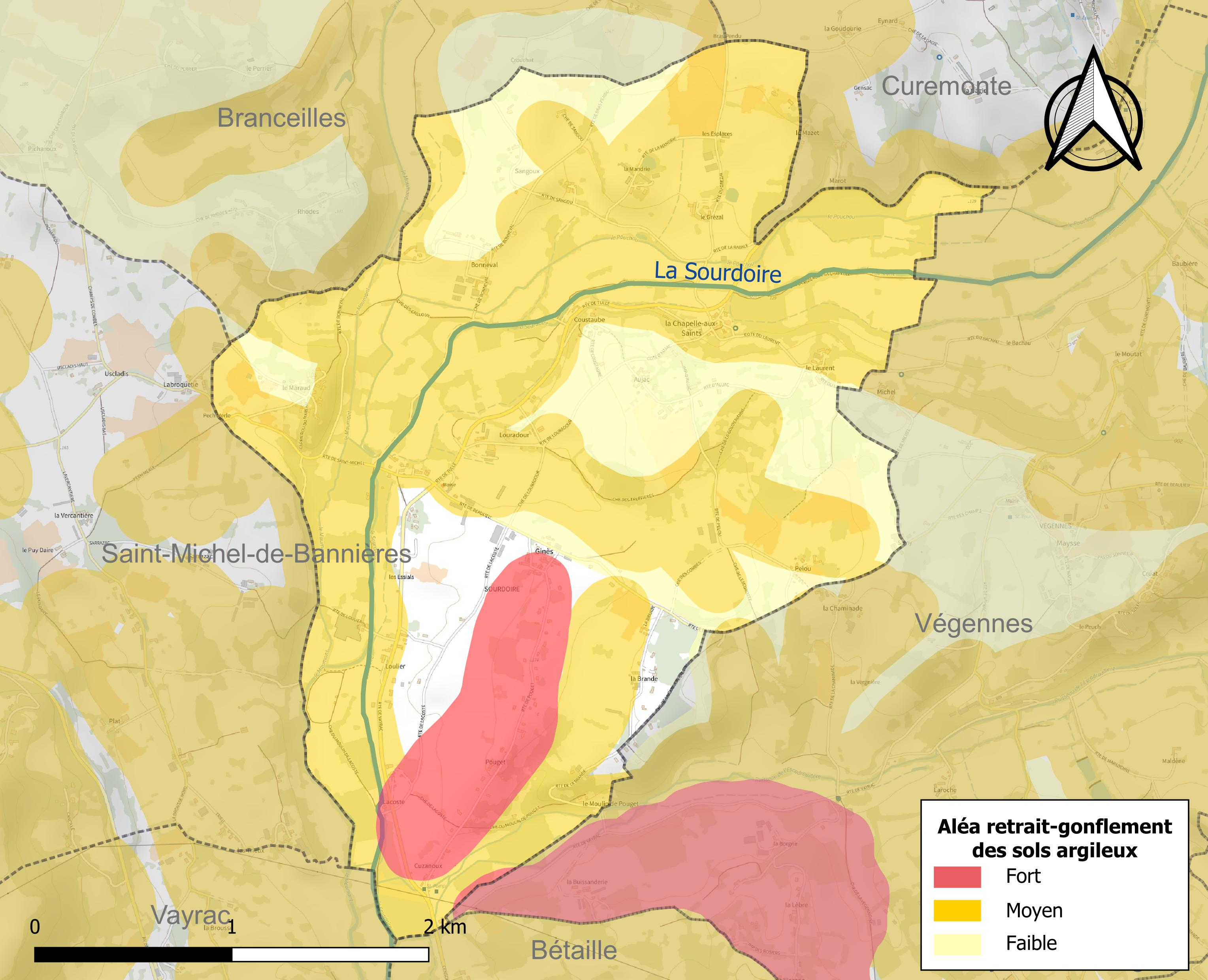
Carte des zones d'aléa retrait-gonflement des sols argileux de La Chapelle-aux-Saints.

La commune est vulnérable au risque de mouvements de terrains constitué principalement du retrait-gonflement des sols argileux. Cet aléa est susceptible d'engendrer des dommages importants aux bâtiments en cas d’alternance de périodes de sécheresse et de pluie. 77,5 % de la superficie communale est en aléa moyen ou fort (26,8 % au niveau départemental et 48,5 % au niveau national). Sur les 175 bâtiments dénombrés sur la commune en 2019, 123 sont en aléa moyen ou fort, soit 70 %, à comparer aux 36 % au niveau départemental et 54 % au niveau national. Une cartographie de l'exposition du territoire national au retrait gonflement des sols argileux est disponible sur le site du BRGM,.
Concernant les feux de forêt, aucun plan de prévention des risques incendie de forêt (PPRIF) n’a été établi en Corrèze, néanmoins le code de l’urbanisme impose la prise en compte des risques dans les documents d’urbanisme. Le périmètre des servitudes d'utilité publique et des zones d'obligation légale de débroussaillement pour les particuliers est quant à lui défini pour la commune dans une carte dédiée. 
Concernant les mouvements de terrains, la commune a été reconnue en état de catastrophe naturelle au titre des dommages causés par la sécheresse en 2018, 2019 et 2020 et par des mouvements de terrain en 1999.

#### Risques technologiques
La commune est en outre située en aval des barrages de Bort-les-Orgues, de l'Aigle et du Chastang, des ouvrages de classe A soumis à PPI. À ce titre elle est susceptible d’être touchée par l’onde de submersion consécutive à la rupture d'un de ces ouvrages.

## Histoire

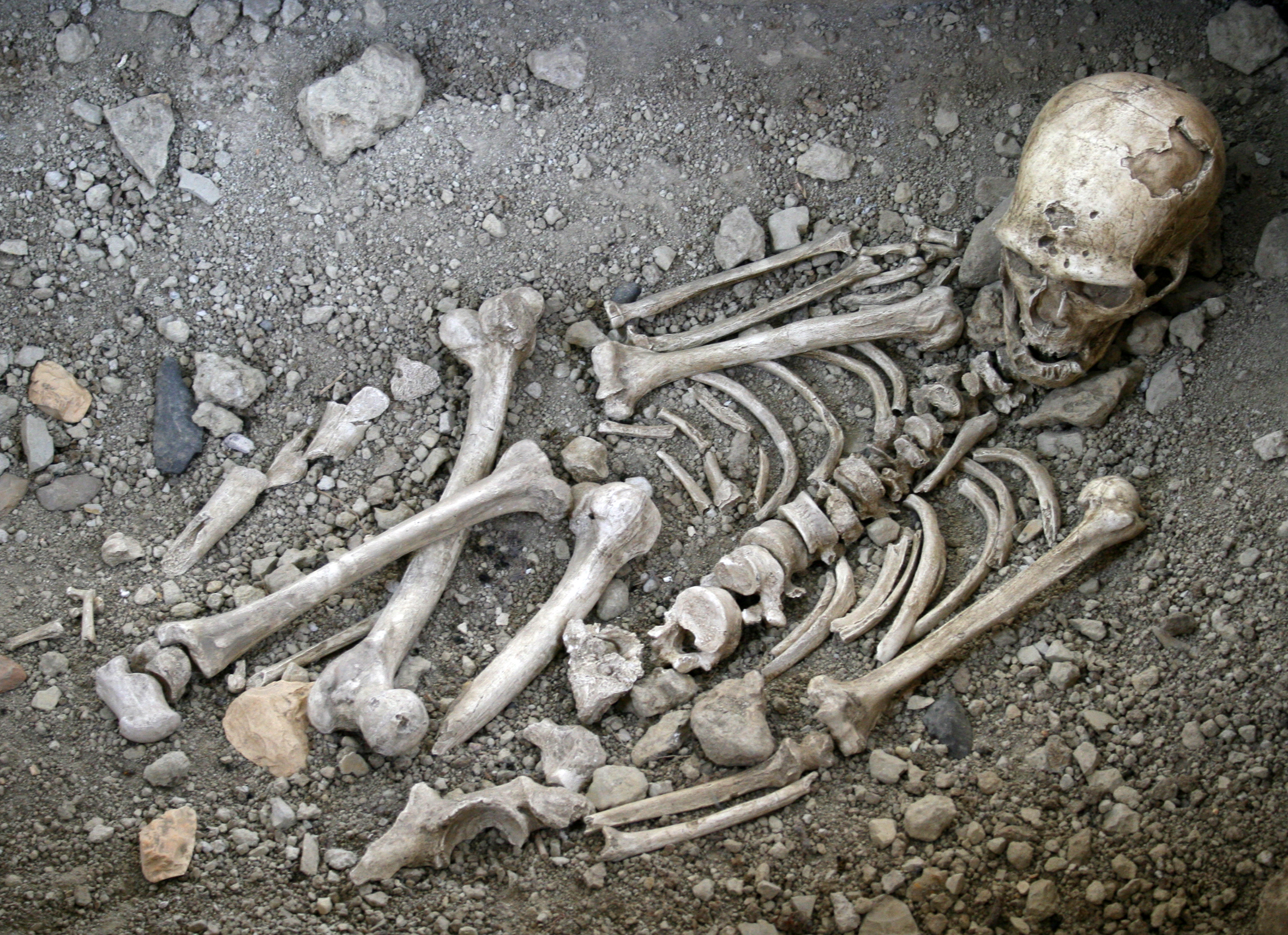
Reconstitution de la sépulture du Néandertalien de La Chapelle-aux-Saints (musée de La Chapelle-aux-Saints).

### L'Homme de La Chapelle-aux-Saints
La notoriété de ce petit village est en grande partie liée à la découverte, dans une petite grotte de la vallée de la Sourdoire, de la sépulture d'un homme de Néandertal le 3 août 1908 par les abbés Amédée, Paul, et Jean Bouyssonie.

### Révolution française
Pendant la Révolution, pour suivre le décret de la Convention, la commune porte les noms de La Chapelle-aux-Prés et de Les Prés.

## Politique et administration
| Période       | Période   | Identité          | Étiquette | Qualité     |
| ------------- | --------- | ----------------- | --------- | ----------- |
|               |           |                   |           |             |
| avant 1988    | ?         | Albert Audoubert  | PS        |             |
| novembre 2005 | mars 2008 | Denys Mézard      |           |             |
| mars 2008     | mars 2014 | Georges Chastanet |           |             |
| mars 2014     | En cours  | Gérard Lavastrou  |           | agriculteur |

### Conseil municipal
Le maire de la Chapelle-aux-Saints est Gérard Lavastrou pour un mandat de 6 ans (2020-2026).
Le conseil municipal est constitué d'un maire, 3 adjoints et 7 conseillers municipaux (7 hommes et 4 femmes).

### Finances locales
Cette section est consacrée aux finances locales de La Chapelle-aux-Saints de 2000 à 2018.
Les comparaisons des ratios par habitant sont effectuées avec ceux des communes de 250  à   500 habitants appartenant à un groupement fiscalisé, c'est-à-dire à la même strate fiscale.

#### Budget général
Pour l'exercice 2018, le compte administratif du budget municipal de La Chapelle-aux-Saints s'établit à 292 400 € en dépenses et 304 080 € en recettes :
- les dépenses se répartissent en 105 540 € de charges de fonctionnement et 186 860 € d'emplois d'investissement ;
- les recettes proviennent des 137 380 € de produits de fonctionnement et de 166 700 € de ressources d'investissement.

### Fonctionnement
|                                                                                               | La Chapelle-aux-Saints (€/hab.) | Strate (€/hab.) |                                 |
| --------------------------------------------------------------------------------------------- | ------------------------------- | --------------- | ------------------------------- |
| Résultat comptable                                                                            | 120 €                           | 147 €           | Picto cercle bleu : écart moyen |
| Charges de personnels                                                                         | 117 €                           | 211 €           | Picto disque bleu : écart fort  |
| contingents                                                                                   | 109 €                           | 74 €            | Picto disque bleu : écart fort  |
| Achats et charges ext.                                                                        | 98 €                            | 194 €           | Picto disque bleu : écart fort  |
| subventions versées                                                                           | 6 €                             | 23 €            | Picto disque bleu : écart fort  |
| charges financières                                                                           | 3 €                             | 15 €            | Picto disque bleu : écart fort  |
| Impôts locaux                                                                                 | 270 €                           | 253 €           | Picto disque blanc : écart nul  |
| dotation globale de fonctionnement                                                            | 208 €                           | 155 €           | Picto disque bleu : écart fort  |
| Autres impôts                                                                                 | 34 €                            | 65 €            | Picto disque bleu : écart fort  |
| Écart par rapport à la moyenne de la strate : · de 0 à 10 % ; de 10 à 30 % ; supérieur à 30 % |                                 |                 |                                 |

Pour La Chapelle-aux-Saints en 2018, la section de fonctionnement se répartit en 105 540 € de charges (398 € par habitant) pour 137 380 € de produits (518 € par habitant), soit un solde de la section de fonctionnement de 31 840 € (120 € par habitant).
Le principal pôle de dépenses de fonctionnement est celui des charges de personnels pour une valeur totale de 31 000 € (29 %), soit 117 € par habitant, ratio inférieur de 45 % à la valeur moyenne pour les communes de la même strate (211 € par habitant). Pour la période allant de 2014 à 2018, ce ratio fluctue et présente un minimum de 117 € par habitant en 2018 et un maximum de 146 € par habitant en 2016. Viennent ensuite les groupes des contingents pour 27 %, des achats et charges externes pour 25 %, des subventions versées pour 2 % et finalement celui des charges financières pour des sommes plus faibles ;
La plus grande part des recettes est constituée des impôts locaux pour 71 000 € (52 %), soit 270 € par habitant, ratio voisin de la valeur moyenne de la strate. Sur les 5 dernières années, ce ratio fluctue et présente un minimum de 266 € par habitant en 2017 et un maximum de 289 € par habitant en 2015. Viennent ensuite de la dotation globale de fonctionnement (DGF) pour 40 % et des autres impôts pour 25 %.
La dotation globale de fonctionnement est quasiment égale à celle versée en 2017.

#### Fiscalité communale
|                                                                                               | La Chapelle-aux-Saints (%) | Strate (%) |                                 |
| --------------------------------------------------------------------------------------------- | -------------------------- | ---------- | ------------------------------- |
| Taxe d'habitation                                                                             | 8,83                       | 11,15      | Picto cercle bleu : écart moyen |
| Taxe foncière sur le bâti                                                                     | 12,76                      | 13,57      | Picto disque blanc : écart nul  |
| Taxe foncière sur le non bâti                                                                 | 124,21                     | 37,85      | Picto disque bleu : écart fort  |
| Écart par rapport à la moyenne de la strate : · de 0 à 10 % ; de 10 à 30 % ; supérieur à 30 % |                            |            |                                 |

Le tableau T2p compare les taux d'imposition locaux à ceux des autres communes de la même strate fiscale.
Les taux des taxes ci-dessous sont votés par la municipalité de La Chapelle-aux-Saints. Ils n'ont pas varié par rapport à 2017 :
- la taxe d'habitation : 8,83 % ;
- la taxe foncière sur le bâti : 12,76 % ;
- celle sur le non bâti : 124,21 %.

#### Investissement
|                                                                                               | La Chapelle-aux-Saints (€/hab.) | Strate (€/hab.) |                                |
| --------------------------------------------------------------------------------------------- | ------------------------------- | --------------- | ------------------------------ |
| Dépenses d'équipement                                                                         | 691 €                           | 306 €           | Picto disque bleu : écart fort |
| Remboursements d'emprunts                                                                     | 14 €                            | 69 €            | Picto disque bleu : écart fort |
| Nouvelles dettes                                                                              | 377 €                           | 74 €            | Picto disque bleu : écart fort |
| subventions reçues                                                                            | 226 €                           | 93 €            | Picto disque bleu : écart fort |
| fctva                                                                                         | 13 €                            | 39 €            | Picto disque bleu : écart fort |
| Écart par rapport à la moyenne de la strate : · de 0 à 10 % ; de 10 à 30 % ; supérieur à 30 % |                                 |                 |                                |

Cette section détaille les investissements réalisés par la commune de La Chapelle-aux-Saints.
Les emplois d'investissement en 2018 comprenaient par ordre d'importance :
- des dépenses d'équipement[Note 13] pour une valeur totale de 183 000 € (98 %), soit 691 € par habitant, ratio supérieur de 126 % à la valeur moyenne pour les communes de la même strate (306 € par habitant). Sur les cinq dernières années, ce ratio fluctue et présente un minimum de 52 € par habitant en 2015 et un maximum de 691 € par habitant en 2018 ;
- des remboursements d'emprunts[Note 14] pour un montant de 4 000 € (2 %), soit 14 € par habitant, ratio inférieur de 80 % à la valeur moyenne pour les communes de la même strate (69 € par habitant).

Les ressources en investissement de La Chapelle-aux-Saints se répartissent principalement en :
- nouvelles dettes pour une valeur de 100 000 € (60 %), soit 377 € par habitant, ratio supérieur de 409 % à la valeur moyenne pour les communes de la même strate (74 € par habitant). Pour la période allant de 2014 à 2018, ce ratio augmente de façon continue de 0 € à 377 € par habitant ;
- subventions reçues pour un montant de 60 000 € (36 %), soit 226 € par habitant, ratio supérieur de 143 % à la valeur moyenne pour les communes de la même strate (93 € par habitant).

##### Évolution de l'investissement de 2000 à 2018
| |
| Valeurs en millier d'euros (k€) · La Chapelle-aux-Saints, Valeur totale : Dépenses d'équipement Remboursements d'emprunts |

| |
| Valeurs en millier d'euros (k€) · La Chapelle-aux-Saints, Valeur totale : Nouvelles dettes subventions reçues Fonds de compensation pour la TVA |

#### Endettement
|                                                                                               | La Chapelle-aux-Saints (€/hab.) | Strate (€/hab.) |                                 |
| --------------------------------------------------------------------------------------------- | ------------------------------- | --------------- | ------------------------------- |
| Encours de la dette                                                                           | 454 €                           | 536 €           | Picto cercle bleu : écart moyen |
| annuité de la dette                                                                           | 17 €                            | 83 €            | Picto disque bleu : écart fort  |
| Capacité d'autofinancement                                                                    | 132 €                           | 158 €           | Picto cercle bleu : écart moyen |
| Écart par rapport à la moyenne de la strate : · de 0 à 10 % ; de 10 à 30 % ; supérieur à 30 % |                                 |                 |                                 |

L'endettement de La Chapelle-aux-Saints au 31 décembre 2018 peut s'évaluer à partir de trois critères : l'encours de la dette, l'annuité de la dette et sa capacité de désendettement :
- l'encours de la dette pour une valeur totale de 120 000 €, soit 454 € par habitant, ratio inférieur de 15 % à la valeur moyenne pour les communes de la même strate (536 € par habitant). Sur la période 2014 - 2018, ce ratio fluctue et présente un minimum de 90 € par habitant en 2017 et un maximum de 453 € par habitant en 2018 ;
- l'annuité de la dette pour un montant de 4 000 €, soit 17 € par habitant, ratio inférieur de 80 % à la valeur moyenne pour les communes de la même strate (83 € par habitant). En partant de 2014 et jusqu'à 2018, ce ratio diminue de façon continue de 20 € à 16 € par habitant ;
- la capacité d'autofinancement (CAF) pour une valeur de 35 000 €, soit 132 € par habitant, ratio inférieur de 16 % à la valeur moyenne pour les communes de la même strate (158 € par habitant). Depuis 5 ans, ce ratio fluctue et présente un minimum de 44 € par habitant en 2015 et un maximum de 132 € par habitant en 2018. La capacité de désendettement est d'environ 3 années en 2018. Sur une période de 19 années, ce ratio est constant et faible (inférieur à 4 ans)

##### Évolution de la capacité d'autofinancement (CAF) et de l'encours de la dette de 2000 à 2018
Les courbes G4a et G4b présentent l'historique des dettes de La Chapelle-aux-Saints.
|                                                                                         |
| Valeurs en euros · La Chapelle-aux-Saints, Par habitant : CAF Encours total de la dette |

|                                                                                 |
| Valeurs en années · La Chapelle-aux-Saints, : Ratio = Encours de la dette / CAF |

## Équipements et services publics

### Enseignement
La commune de la Chapelle-aux-Saints dépend du rectorat de Limoges et de l'inspection académique de la Corrèze. Pour le calendrier des vacances scolaires, la Chapelle-aux-Saints est en zone A.
La commune ne possède pas d'établissement scolaire, les élèves sont scolarisés dans les communes voisine :
- pour les écoles maternelles et élémentaires : Saint-Michel-de-Bannières, Branceilles et Curemonte
- pour les collèges : Vayrac, Meyssac et Beaulieu-sur-Dordogne
- pour les lycées : Saint-Céré, Argentat et Souillac

## Population et société

### Démographie
L'évolution du nombre d'habitants est connue à travers les recensements de la population effectués dans la commune depuis 1793. Pour les communes de moins de 10 000 habitants, une enquête de recensement portant sur toute la population est réalisée tous les cinq ans, les populations de référence des années intermédiaires étant quant à elles estimées par interpolation ou extrapolation. Pour la commune, le premier recensement exhaustif entrant dans le cadre du nouveau dispositif a été réalisé en 2006.

En 2022, la commune comptait 260 habitants, en évolution de +0,39 % par rapport à 2016 (Corrèze : −0,59 %, France hors Mayotte : +2,11 %).
| 1793 | 1800 | 1806 | 1821 | 1831 | 1836 | 1841 | 1846 | 1851 |
| ---- | ---- | ---- | ---- | ---- | ---- | ---- | ---- | ---- |
| 474  | 472  | 489  | 485  | 507  | 520  | 485  | 539  | 528  |

| 1856 | 1861 | 1866 | 1872 | 1876 | 1881 | 1886 | 1891 | 1896 |
| ---- | ---- | ---- | ---- | ---- | ---- | ---- | ---- | ---- |
| 528  | 537  | 528  | 532  | 516  | 529  | 503  | 453  | 409  |

| 1901 | 1906 | 1911 | 1921 | 1926 | 1931 | 1936 | 1946 | 1954 |
| ---- | ---- | ---- | ---- | ---- | ---- | ---- | ---- | ---- |
| 411  | 406  | 394  | 314  | 322  | 301  | 268  | 251  | 227  |

| 1962 | 1968 | 1975 | 1982 | 1990 | 1999 | 2006 | 2011 | 2016 |
| ---- | ---- | ---- | ---- | ---- | ---- | ---- | ---- | ---- |
| 236  | 221  | 217  | 206  | 179  | 164  | 194  | 236  | 259  |

| 2021 | 2022 | - | - | - | - | - | - | - |
| ---- | ---- | - | - | - | - | - | - | - |
| 266  | 260  | - | - | - | - | - | - | - |

### Sports et loisirs
La communauté de communes assure l’entretien et le balisage du circuit de randonnée « Randonnée capelloune- La Chapelle aux Saints- 9km »,.

## Économie
Le principal secteur d'activité sur le territoire de la commune de la Chapelle-aux-Saints concerne la culture et la production animale, la chasse et les services annexes.
Parmi les commerces établis dans la commune, une boulangerie produit du pain cuit au feu de bois, une pépinière est spécialisée dans les plantes exotiques rustiques.

## Culture et patrimoine

### Lieux et monuments

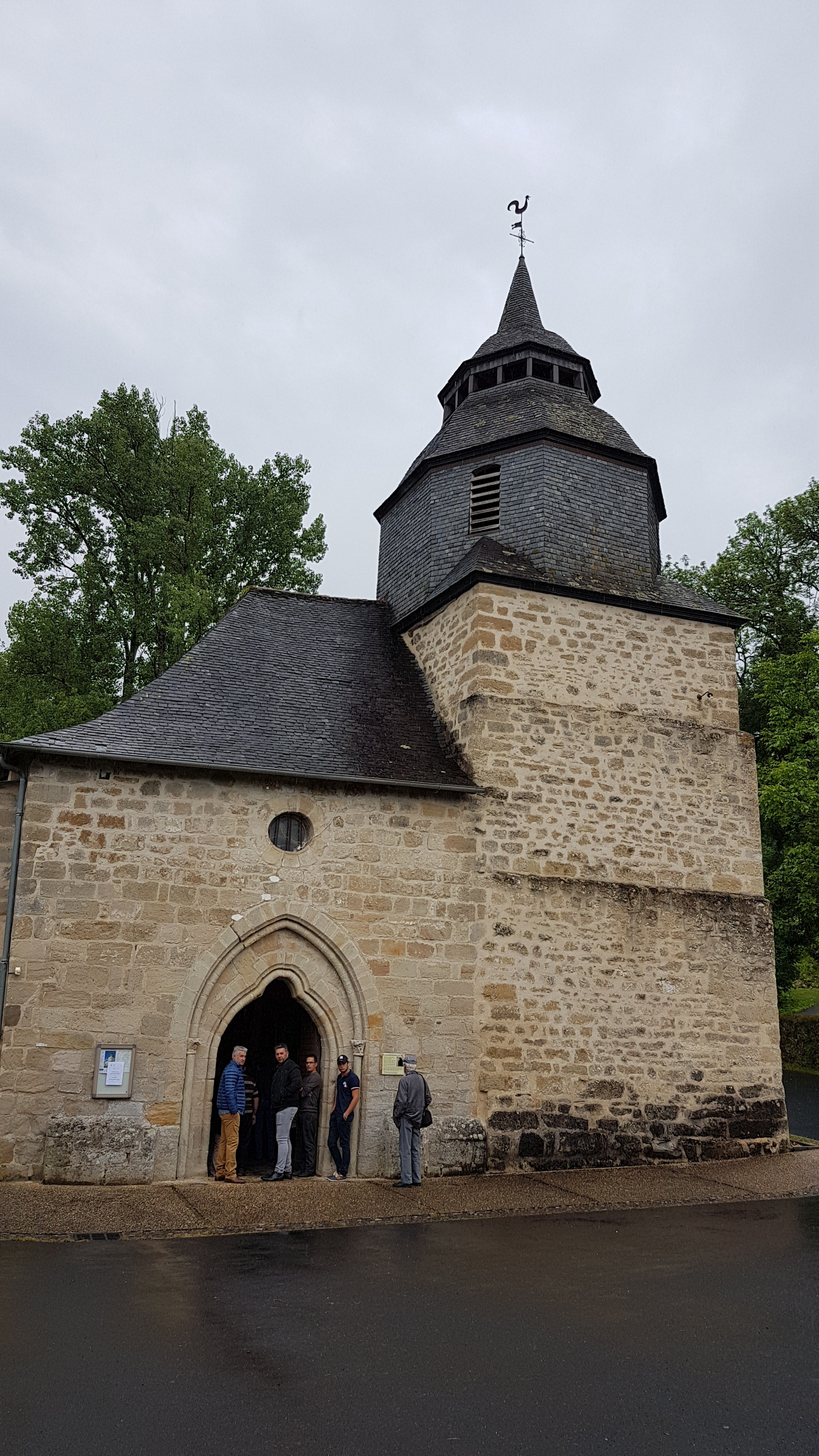
Façade de l'église Saint-Namphaise.

La « bouffia Bonneval » est le site de la découverte en 1908 de l'Homme de La Chapelle-aux-Saints, site inscrit au titre des monuments historiques par arrêté du 11 mars 1981.
L'ancien musée de l'homme de Néandertal-Jean Bouyssonie au lieu-dit Sourdoire, inauguré en juillet 1996, proposait une reconstitution, réalisée par Jean-Louis Heim, du squelette de l'homme de La Chapelle-aux-Saints tel qu'il fut découvert par les frères Bouyssonie en 1908. Vitrines et de panneaux présentaient les outils, l'environnement et le mode de vie des hommes de Néandertal. Le musée est fermé en 2025.
L'espace « Néandertal : l'Homme de La Chapelle aux Saints », ouvert en 2025, propose plusieurs salles scénographiées (mapping vidéo, audio-guide) et interactives, pour rendre accessible les connaissances issues de la découverte de 1908 et les avancées scientifiques autour de Néandertal depuis lors,. Il se situe à proximité de la Bouffia Bonneval qu'une passerelle permet de découvrir.
L'église Saint-Namphaise datant du XIIe siècle, et possédant un clocher octogonal à trois étages et un portail trilobé de style limousin.

### Personnalités liées à la commune
- Amédée, Paul et Jean Bouyssonie, découvreurs de la sépulture néandertalienne de l'Homme de la Chapelle-aux-Saints.

### Héraldique
| Blason de Chapelle-aux-Saints (La) | Blason  | De gueules au lion d'argent armé, lampassé et couronné d'or, accompagné de treize besants d'argent posés en orle. |
| Blason de Chapelle-aux-Saints (La) | Détails | Le statut officiel du blason reste à déterminer.                                                                  |